# Gemmula amabilis
Gemmula amabilis là một loài ốc biển, là động vật thân mềm chân bụng sống ở biển trong họ Turridae.